# Филаретова, Людмила Павловна
Людми́ла Па́вловна Филаре́това (род. 2 октября 1955, Ленинградская область) — российский эндокринолог, академик РАН (2019; член-корреспондент с 2011).

## Биография
В 1978 году окончила Ленинградский государственный университет имени А. А. Жданова.
В 1979 году поступила на работу в лабораторию экспериментальной эндокринологии Института физиологии имени И. П. Павлова АН СССР.
В 1984 году защитила кандидатскую диссертацию «Роль паравентрикулярных и вентромедиальных ядер гипоталамуса в регуляции гипофизарно-адренокортикальной системы».
В 1996 году защитила докторскую диссертацию на тему «Роль гипоталамо-гипофизарно-адренокортикальной системы в поддержании целостности слизистой оболочки желудка».
С 1996 года — заведующая лабораторией экспериментальной эндокринологии Института физиологии имени И. П. Павлова РАН.
22 декабря 2011 года избрана членом-корреспондентом РАН по Отделение физиологии и фундаментальной медицины.
С 2015 по 2022 годы — директор Института физиологии имени И. П. Павлова РАН.
15 ноября 2019 года избрана академиком РАН.

## Научная и общественная деятельность
Ведет исследования в области исследований проблемы стресса и язвенной болезни, предложила совершенно новую концепцию о роли глюкокортикоидных гормонов в сохранении целостности слизистой оболочки желудка.
Под её руководством защищены 2 кандидатские диссертации.
Главный редактор журналов «Успехи физиологических наук» (с 2021) и «Интегративная физиология», заместитель главного редактора «Российского физиологического журнала им. И. М. Сеченова», член редколлегий журналов Endocrine Regulation, World J. Gastrointestinal Pathophysiology, Inflammopharmacology; член Ученого и Диссертационного советов Института физиологии им. И. П. Павлова РАН и Диссертационного совета Института эволюционной физиологии и биохимии им. И. М. Сеченова РАН.

## Награды
- лауреат премии имени И. П. Павлова в области физиологии и медицины (2017)[1]
- лауреат именных научных стипендий Президиума РАН для выдающихся российских ученых
- лауреат Японского общества продвижения науки при Министерстве образования, науки и культуры Японии
- лауреат Центра прогрессивных научных исследований Еврокомиссии
- награждена почетными грамотами и дипломами РАН
- награждена медалью Университета Калифорнии